# Robert-Magny-Laneuville-à-Rémy

Robert-Magny-Laneuville-à-Rémy este o comună în departamentul Haute-Marne din nord-estul Franței. În 2009 avea o populație de 310 de locuitori.

## Evoluția populației
| An        | 1975 | 1982 | 1990 | 1999 | 2006 | 2009 |
| --------- | ---- | ---- | ---- | ---- | ---- | ---- |
| Populație | 273  | 231  | 227  | 233  | 278  | 310  |